# Allajulus meinerti
Allajulus meinerti är en mångfotingart som först beskrevs av Karl Wilhelm Verhoeff 1891.  Allajulus meinerti ingår i släktet Allajulus och familjen kejsardubbelfotingar. Inga underarter finns listade i Catalogue of Life.